# 迈里-曼维尔
迈里-曼维尔（法語：Mairy-Mainville，法語發音：[mɛʁi mɛ̃vil]）是法国默尔特-摩泽尔省的一个市镇，属于布里埃区。该市镇于1811年由原市镇迈里（Mairy）和曼维尔（Mainville）合并而成。

## 地理
迈里-曼维尔（49°18'13"N, 5°51'32"E）面积12.42 平方千米，位于法国大東部大區默尔特-摩泽尔省，该省份为法国东北部内陆省份，是洛林的一部分，北邻比利时、卢森堡，北起顺时针与摩泽尔省、下莱茵省、孚日省和默兹省接壤。
与迈里-曼维尔接壤的市镇（或旧市镇、城区）包括：昂代尼、阿努、蒙邦维莱、朗德尔、诺鲁瓦勒塞克、蒂克尼约。
迈里-曼维尔的时区为UTC+01:00、UTC+02:00（夏令时）。

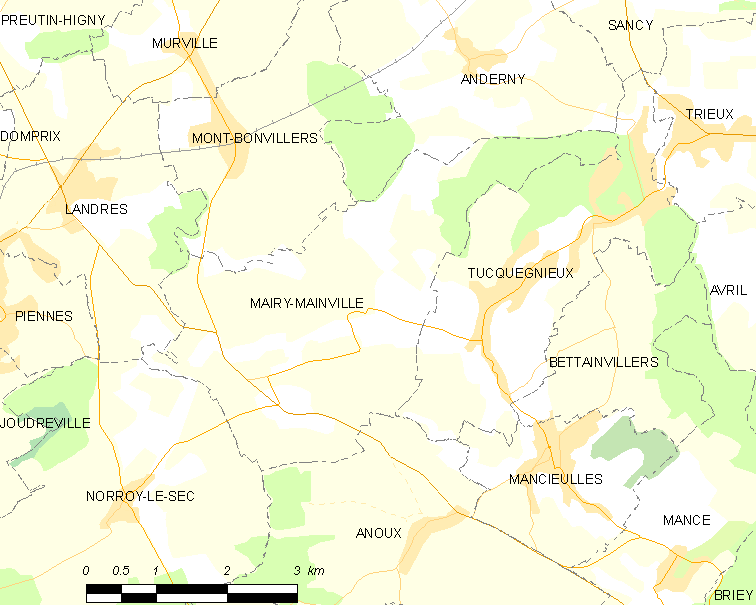
迈里-曼维尔的OSM定位图

## 行政
迈里-曼维尔的邮政编码为54150，INSEE市镇编码为54334。

## 政治
迈里-曼维尔所属的省级选区为布里埃地区县。

## 人口

1962-2008年间迈里-曼维尔人口变化图示

迈里-曼维尔于2022年1月1日时的人口数量为555人。